# Хальпа (муниципалитет)
Хальпа (исп. Jalpa)  —   муниципалитет в Мексике, входит в штат Сакатекас. Население 23 883 человека.